# 貝康斯 (特拉華州)
貝康斯（英語：Bacons）是位於美國特拉華州蘇塞克斯縣的一個非建制地區。該地的面積和人口皆未知。

## 地理
貝康斯的座標為38°30′30″N 75°34′11″W / 38.50833°N 75.56972°W，而該地的平均海拔高度為10米（即33英尺）。